# Klaudiopolis (Bithynien)
Klaudiopolis (griechisch Κλαυδιόπολις, auch Κλαυδιούπολις Klaudioupolis) war eine antike Stadt in Bithynien, das heutige Bolu in der Provinz Bolu in der Türkei.
Gegründet wurde die Stadt um 188/7 v. Chr. von König Prusias I. (230–182 v. Chr.) von Bithynien unter dem Namen Bithynion. 74 v. Chr. wurde sie wie ganz Bithynien Teil der neu eingerichteten römischen Provinz Bithynia, 64 v. Chr. Teil der neuen Provinz Bithynia et Pontus.

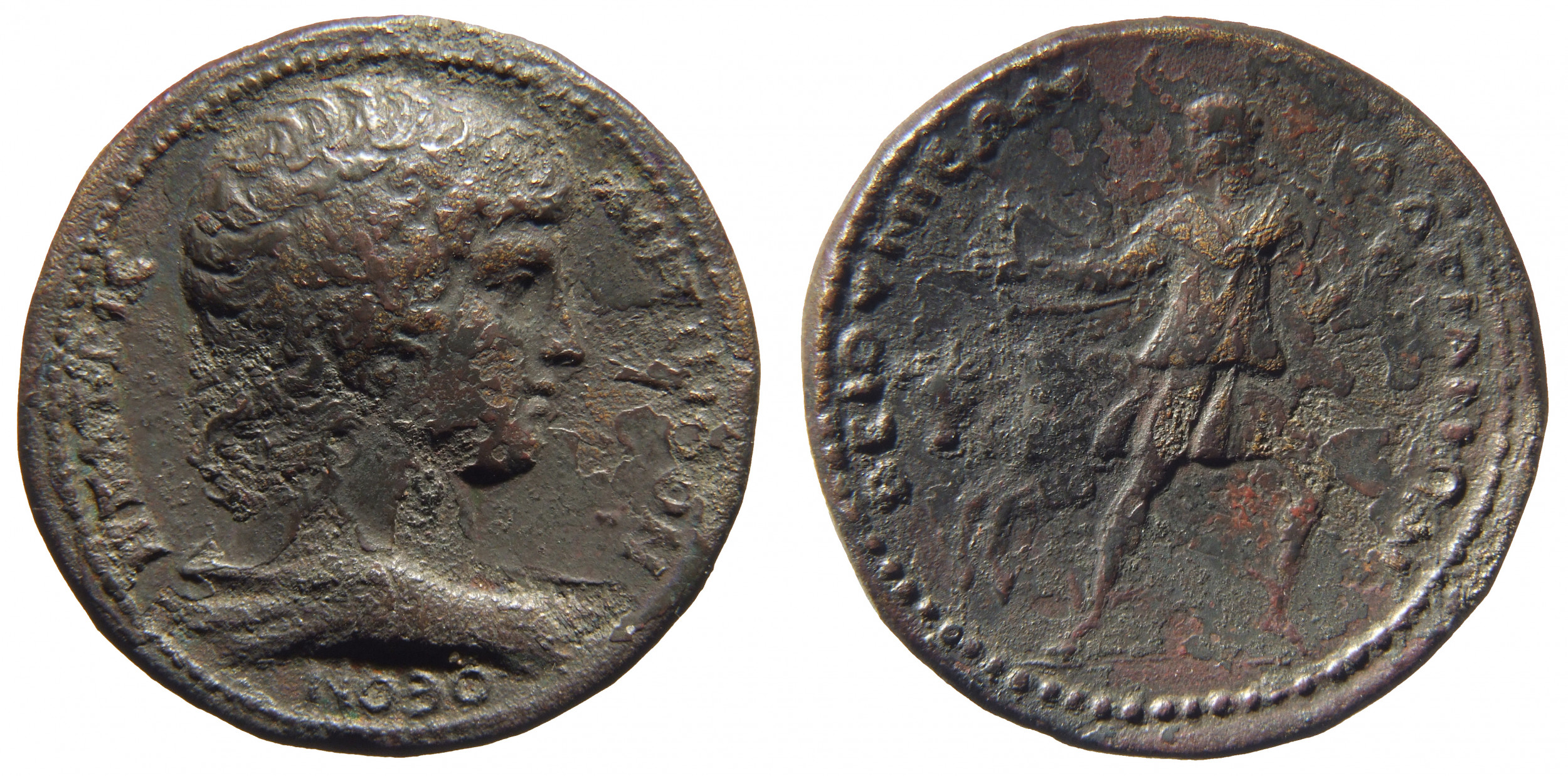
Medaillon, Vorderseite Büste des Antinoos, Beischrift BEIΘYNIEΩN – AΔPIANΩN, 130–138

Unter Kaiser Claudius (41–45 n. Chr.) erhielt sie den Namen Klaudiopolis. Zwischen 110 und 115 wurde Antinoos, der Liebling des Kaisers Hadrian, in einem zu Klaudiopolis gehörigen, später Mantineion genannten Ort geboren. Unter Hadrian nahm sie auch den Namen Bithynion Hadriana an und führte diesen Namen offiziell bis in das 3. Jahrhundert. Daneben blieb jedoch der Name Klaudiopolis in Verwendung, in der Spätantike und in byzantinischer Zeit wurde ausschließlich dieser verwendet. Unter Theodosius II. wurde aus Teilen Bithyniens und Paphlagoniens die neue Provinz Honorias gebildet. Klaudiopolis wurde Metropolis, auch kirchlich, unter Justinian I. kam die Provinz zu Paphlagonien, kirchlich blieb aber die Eparchie Honorias mit der Metropolis Klaudiopolis bestehen. Vermutlich wurde die Stadt im Mittelalter auf die 6 km nordwestlich gelegene Anhöhe (circa 1200 m hoch) Halι Hisar (früher Hala Hisar) verlegt, wo sich eine große, stadtartige Festungsanlage befindet.
Die Stadt prägte Münzen von Vespasian bis Valerian (Beischriften ΚΛΑΥΔΙΟΠΟΛΕΙΤΩΝ, ΑΔΡΙΑΝΩΝ ΚΛΑΥΔΙΟΠΟΛΕΙΤΩΝ, ΑΔΡΙΑΝΩΝ ΒΙΘΥΝΙΕΩΝ).

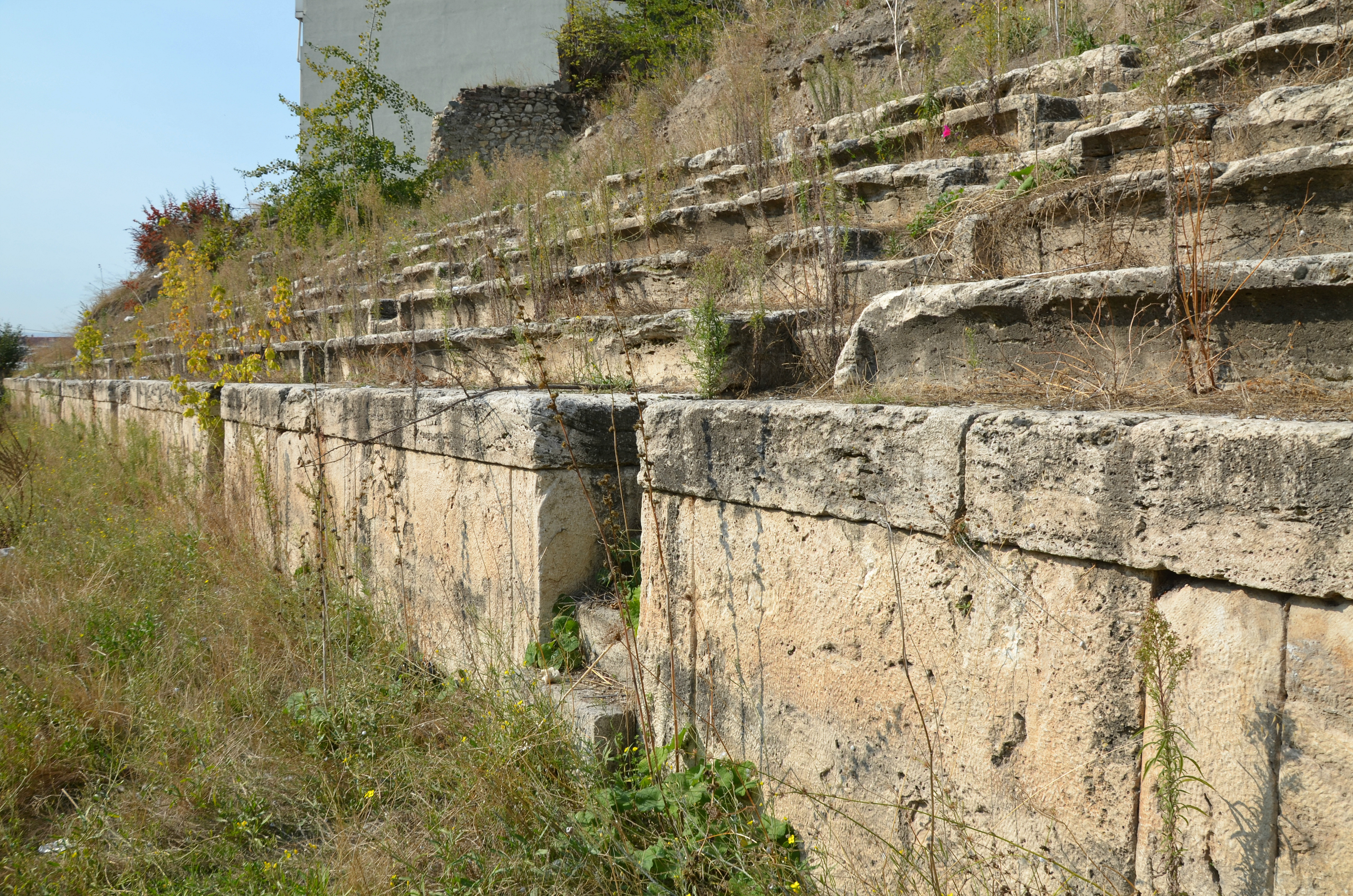
Reste des Stadions

Da die antike Stadt unter der heutigen Stadt Bolu liegt, sind nur vereinzelte Bauten bekannt. Gefunden wurden bisher ein Tempel, zwei Theater und das Stadion. Die Funde aus dem Stadtgebiet befinden sich im Museum von Bolu.